# Cetatea romană de la Luncavița
Cetatea „La Milan” de la Luncavița este o cetate de epocă romano-bizantină, situată pe teritoriul comunei Luncavița.

## Construcțiile, zidurile și suprafața cetății
Suprafața cetății
Cetatea „La Milan” are o suprafață de aproximativ 2 hectare.
Zidurile cetății
Zidurile cetății sunt realizate din piatră și au aproximativ 2 metri grosime.

## Cercetări arheologice
Primele cercetări arheologice ale cetății au fost realizate în 1898, de către Pamfil Polonic. În timpul cercetărilor, au fost descoperite cărămizi, ceramică, opaițe, monede din secolele IV-VI d.Hr și rămășițele unui apeduct.